# Contea di Cleveland (Oklahoma)
La contea di Cleveland (in inglese Cleveland County) è una contea dello Stato dell'Oklahoma, negli Stati Uniti. La popolazione al censimento del 2000 era di 208 016 abitanti. Il capoluogo di contea è Norman.